# テレビ東京番組一覧
テレビ東京番組一覧（テレビとうきょうばんぐみいちらん）は、テレビ東京の放送番組一種。
なお、一部番組ではBSデジタル放送のBSテレ東やCS放送の日経CNBCでも放送（遅れネットも含む）が行われている。
ここでは、一部の日本科学技術振興財団テレビ事業本部(東京12チャンネル)および社名が「東京12チャンネル」だった時代の一部番組についても記述する。

## ニュース・情報・広報

### 現在（ニュース等）
- 推しエンタTV（火 2:35 - 2:50、水・木 3:05 - 3:20、金 3:35 - 3:50、土 3:00 - 3:15）
- ものスタ（月 4:55 - 5:45、火 - 金 4:22 - 5:45<祝日は5:20 - 7:00>）
  - ものスタ サタデー（土 4:15 - 5:55）
  - ものスタ サンデー（日 4:35 - 5:20）
- TXNニュース
- ニュースモーニングサテライト（月 - 金 5:45 - 7:05、祝日は休止）
- なないろ日和!（月 - 木 9:26 - 11:13）
- 昼サテ（月 - 金 11:13 - 11:30）
- よじごじDays（月 - 金 15:40 - 16:54）
- ゆうがたサテライト（月 - 金 16:54 - 17:05）
- ワールドビジネスサテライト（月 - 木　22:00 - 22:58 、金 23:00 - 23:58）
- あにレコTV（火 3:20 - 3:50）
- 7スタライブ（金 9:26 - 11:13）

### 過去（ニュース等）
- テレビ東京系列株式市況ニュース枠
  - きょうの株式
  - ファミリー経済情報
  - マネー情報
  - 株式ニュース
  - Opening Bell
  - Closing Bell
- あさカブ
- A×A ダブルエー
- TOKYO DRIFT GIRLS
- 夢、叶えるために…
- 東京12チャンネルニュース
  - テレビ東京ニュース
- ビジネスマンNEWS
- ビジネスレーダー
- NEWSもぎたて朝一番
- NEWSモーニングJAM
- NEWSヘッドライン
- 生活経済ニュース
- TXNニュースワイド11
- ニュースウォッチ
- ニュースポスト
- ニュースレポート
- こちらニューススタジオ
- ニューストレイン出発進行
- メガTONニュースTODAY
- TXNニュース THIS EVENING
- TXNニュースワイド 夕方いちばん
- TXNニュースアイ
- ニュースキッド715
- ニュースウェーブ615
- （朝日新聞）ワイドニュース→きょうのニュース
- マーケットLIVE
- ニュース・日経夕刊&日経朝刊
- TONでネットワーク
- テレビあっとランダム
- 徳光のTVコロンブス
- 徳光和夫の情報スピリッツ
- ザ・ロンゲストショー
- カルチャーワイド90
- TVフォーカス〜NEWSだけがNEWSじゃない〜
- 世界おもしろネットワーク
- 経済ホットチャンネル
- 生テレビ!東京探検
- トランタン白書
- 情報!ソースが決め手
- 大調査!! なるほど日本人
- タックス君の税Q&A
- 奥さん!2時です（毎日放送と交互制作。放送当時はテレビ大阪未開局）
- こんにちは!奥さん2時です（サンテレビ・近畿放送との共同制作。同上）
- お天気パラダイス
- サラリーマン ホンネTV
- お菓子好き好き
- こちらお天気情報部
- 東京マーケットフォーカス
- ウェザーブレイク
- ほのぼのワイド
- 10時奥さまプラーザ
- 素敵にワイド!ほっと10
- TVあっぷる
- わっ!つNEW
- もっと素敵に!
- 体に効くテレビ
- 情報レストラン
- 土居まさるのハッピーTODAY!
- 土居まさるの元気通信
- 土居まさるのいきいきモーニング
- 男のBEタイム
- NEXTタイム
- 朝は楽しく!スマイルサプリメント
- TEPCO天気情報 - 東京電力提供
- ウィークエンドサテライト
- 朝はビタミン!
- NEWS MARKET 11
- 速ホゥ!
- 目黒情報局
- 広告の番組
- Eネ!
- いただき!公募生活
- マンガ祭り60分!
- アニメDON!
- うわさの報告書
- びっくり世界一
- 独占スタージャック!
- 5夜連続シリーズ スーパーTV
- 面白アニメランド
- ワニいってんの?
- 地球・知りたい気分!
- 週末パラダイス
- 解決!ナナナニュース
- IT'sアクセス
- 今こそ!地方創生
- 進化のプリズム
- 快楽!じゃま式ランキング
- 田勢康弘の週刊ニュース新書
- マネーの羅針盤
- 絶対!知るべきすきゃん 〜今知るべき10のエンタメ〜
- 美マッスルon the beach〜いい女をつくる夏・2016〜
- NEWSアンサー
- なるほどストリート
- ニュースブレイク
- モーニングチャージ!
- レディス4
  - L4 YOU!
    - L4 YOU!プラス
- アニメマシテ
- 快適!住まいるナビ
- Mプラス
- 日経スペシャル 未来世紀ジパング〜沸騰現場の経済学〜
- NIKKEI STYLE on TV
- あにむす!
- ビジネスレポート S
- 日経スペシャル 60秒で学べるNews
- エンタメヒーロー!7ホテ

## ドキュメンタリー・教養

### 現在（ドキュメンタリー等）
- 田村淳のTaMaRiBa（月 2:20 - 2:50）
- LIFE IS MONEY〜世の中お金で見てみよう〜（火 23:06 - 23:55）
- ハロドリ。（火 1:00 - 1:30）
- 日経スペシャル ガイアの夜明け（金 22:00 - 22:54）
- ナゼそこ?（木 21:00 - 21:54）
  - 世界ナゼそこに?日本人 〜知られざる波瀾万丈伝〜（前身）
- 知られざるガリバー〜エクセレントカンパニーファイル〜（土 18:00 - 18:30）
- 美の巨人たち（土 22:00 - 22:30）
- ザ・ドキュメンタリー（不定期）
- サンデースペシャル

### 過去（ドキュメンタリー等）
- くらしの健康
- 動物の国
- カラー秘録 太平洋戦史
- われらの主役
- 決死の戦場 第2次世界大戦全史
- ヒロコのなんでも見てやろう
- 信也の動物バンザイ
- 金曜大自然特集
- おはよう毎日健康
- 衝撃スペシャル
- おーわらナイト
- トコトンハテナ
- 住宅バラエティー 我が家・大作戦!
- テクノ探偵団
- とことんニホン語
- ニッポン探検隊
- データに挑戦!
- ナビゲーター
- ドキュメンタリー人間劇場
- 20世紀日本の経済人
- 芸術に恋して!
- 世の中ガブッと!
- タイムアイ
- 極上の休日
- ソロモンの王宮
  - ソロモン流
- 住まいの極意
- コンピュートないと
- なんでもコンピュート
- 通信制工業高校講座
- たのしい科学
- 未知への挑戦
- 物はどのように落ちるか
- 私の昭和史
- ドキュメンタリー世紀の対決
- 科学の世界
- ドキュメンタリー世界は見た!
- こども科学ニュース
- 科学雑誌岸本
- 美の美
- 極める
- ミステリースペシャル
- 千昌夫の評判家族探訪
- 草野仁のTVアゲイン
  - 追跡!テレビの主役
- 辰巳琢郎のリフォーム夢家族
- 辰巳琢郎の夢リフォーム
- 医食同源
- ニュースを見に行く!
- クリエイターズエレメンツ
- この人この街
- データで勝負
- あかたのげん
- 北島ウインクハート
- 今週のクロストーク
- ハロー!ビジネスマン
- ジパング
- Design Channel
- 畑のうた
- テレビ・私の履歴書→新・テレビ・私の履歴書
- BB-WAVE.tv 〜勝利の方程式〜
- 〜空色グラフィティ〜君に会いたくて
- 経済ドキュメンタリードラマ ルビコンの決断
- 女神のキセキ
- 特集・なんでも追跡
- 科学スペシャル
- 動物大戦争
- 動物ふしぎ世界
- 愛川欽也のロマン探訪
- 実録世界のミステリー
  - 完全犯罪ミステリー
- ザ・ヒューマンD
- 137億年の物語
- 池上彰の経済教室
- EXO CHANNEL
- 合格モーニング!
- 話題の医学
- Crossroad
- ミライダネ!
- ガチだん!
- 吉本坂46が売れるまでの全記録
- Something
- のれん物語
- コトバ咲く〜絆がくれたメッセージ〜
- くらしズム
- 池上彰の現代史を歩く〜Walking through Modern History〜
- パソコンサンデー - テレビ大阪制作、シャープ提供
- 町おこし・村おこし - テレビ大阪制作
- THEフライト 翼の時間 - BSテレ東制作
- 朝ダネ！
- Mixalive presents 田村淳が豊島区池袋
- 田村淳が池袋イノベーション

## 旅行・紀行

### 現在（旅行）
- 旅スルおつかれ様〜ハーフタイムツアーズ〜（月 - 金 8:00 - 8:15）
- 昼めし旅 〜あなたのご飯見せてください!〜（月 - 金 12:00 - 13:40）
- 旅バラ（不定期放送）
- THE フィッシング（土 17:30 - 18:00） - テレビ大阪制作
- 土曜スペシャル（土 18:30 - 19:54）※必ずしも旅番組になるわけではない。
- 出川哲朗の充電させてもらえませんか?（土 19:54 - 20:54）

### 過去（旅行）
- ギリシャ旅情
- 伊丹十三の古代への旅
- この夏は忘れない
- 特選・ぶらり旅
- 千夜釣行
- とびだせ!つり仲間
- われら釣り天狗
- 武田鉄矢のぐるり日本!三度笠
- 日本ぐるり情報
- ふれあい出会い旅!
- 昼ドキッ!見聞録
- 東京爆旅
- にっぽん美味めぐり
- レール7 - JR東日本提供
- 列車でいい旅 - 同上
- 旅・いってきます!
- 東武沿線週末散歩 - 東武鉄道提供
- 地球街道 - トヨタ自動車提供
- さわやか彩の国
- 恋するソウル
- 恋セヨ♥ソウルMAP
- 上野浅草隅田川
- 地元応援バラエティ このへん!!トラベラー
- 旅RUNガール
- 大人の極上ゆるり旅
- うらやま市
- ヨーロッパ水風景
- 海外行くならこーでね〜と!
- 釣り・ロマンを求めて
- 逆向き列車
- 旅ヌード
- にっぽん!いい旅
  - いい旅・夢気分
- 腹ペコ!なでしこグルメ旅
  - ブラマリのいただきっ!
- そうだ旅（どっか）に行こう。
- てくてく歩いてチャリンチャリン 1歩1円
- フレンチ・キスのキス旅シリーズ
- 小峠漫遊記 激ウマふれあいビンゴ旅!シリーズ
- ドラGO!
  - ドライブ A GO!GO!
- コジハルタビ
- 歴史の道 歩き旅
- 厳選!いい宿
  - 厳選!いい宿ナビ - BSテレ東は月2回の日曜日 15:00 - 17:20の間の時間帯で2 - 3週分をまとめて連続放送。
- ミギカタアガリ旅行社
- 車あるんですけど…?
- 太川蛭子の旅バラ
- 朝の!さんぽ道
- 博多華丸のもらい酒みなと旅シリーズ
- 道草〜自分だけの小さな旅〜
- ワザあり日本の旅・MADE IN JAPAN
- 水バラ

## 料理

### 現在（料理）
- 男子ごはん（日 11:00 - 11:30）

### 過去（料理）
- キッチンノート
- 世界の料理ショー
- 女子アナクッキング〜教えて!料理のアナとツボ〜
- まかせて!フルコース
- わいん好き
- あら簡単!世界レシピ
- 料理の怪人
- たべコレ
- 鷲見玲奈、お肉 吟じます。
- 築地まるかじり
- テレ東のさしめし
- 液体グルメバラエティー たれ
- アンジャッシュ渡部建の教えてグルメ
- キレイの台所 - テレビ大阪制作

## 通販

### 現在（通販）
- Goods Bar（水 2:35 - 3:05）
- サタデーテレショップ（土 6:00 - 6:54）
- サンデーテレショップ（日 6:00 - 6:52）
- 買物の時間（木 2:05 - 2:35）
  - 買物の時間 mini（月 - 金 17:05 - 17:15）
- 虎ノ門市場（月 - 金 17:15 - 17:30） - 『なないろ日和!プラス』『7スタライブ』内のコーナーや、通販サイトとしても存続。
- 快適!ショッピングスタジオ - 『なないろ日和!プラス』『7スタライブ』内のコーナー。（ジャパネットたかた）

### 過去（通販）
- ベガスマート
  - ベガスマートサタデー
  - ベガスマートサンデー
- MOSTI.tv
- きょうコレッ!
- 夜の名店街
- お買物タウン
- いま旬TV!
- シナモン
- モーニングダイレクト
- お買物通信
- 逸品×逸品
- モノ魂
- Chu!モン
- TVD
- 透輝物語
- 木曜深夜のショッピング
- お達者ライフ
- 深夜のテレビショッピング
- てれとshop
  - てれとshop Plus
  - てれとshop Morning
  - てれとshop mini
- 太陽と緑の健やかタイム

## スポーツ

### 現在（スポーツ）
- スポーツ リアライブ〜SPORTS Real&Live〜（月 - 木 23:55 - 翌0:00、金 23:58 - 翌0:12、土 22:30 - 23:00、日 22:54 - 23:30）
- ウイニング競馬（土 15:00 - 16:00）
- FOOT×BRAIN（日 0:25 - 0:55）
- 武井壮のゴルフバッグ担いでください（日 10:00 - 10:30） - テレビ大阪制作
- アップグレードゴルフ（日 10:30 - 11:00）
- ALWAYS Baseball - BSテレ東では一部カードを同時中継。
  - 戦国ナイター

主としてロッテ戦ホームゲームと在京セ・リーグ球団が阪神戦・中日戦と絡んだビジターの試合を中継。
- ノックアウトボクシング - かつてはBSテレ東でも同時中継した他、BSテレ東独占中継もあった。
- 世界卓球選手権
- Bリーグ中継（不定期放送）
- 全米女子オープンゴルフ - 2018年の第73回大会から中継。2017年の第72回大会まではテレビ朝日で中継。
- 全米プロゴルフ選手権

### 過去（スポーツ）
- 土曜競馬中継
- ワールドビッグテニス
- 日米対抗ローラーゲーム
- アメリカン・プロフットボールアワー
- 女子プロレス中継 世界選手権シリーズ
- プロレスアワー
- 世界のプロレス
- キックボクシング
- ピンクショック!
- 激突!女子格闘技大戦争
- 素人勝ちぬき大相撲
- TOSHIBAスポーツBOX
- 冒険アイランド
- ときめきマリン
  - ときめきマリンII
- 一撃入魂
- 箱根駅伝（1979年 - 1986年。1987年から日本テレビ系列へ移行[1]）
- ザ・スターボウリング
- サイクルにっぽん
- 独占!!サイクルスポーツ
- 気分走快
- THE FACE アスリートの詩
- ミラクルC
- 激走!GT
- 花のパ・リーグ情報
- アスリート〜すべての挑戦者に捧ぐ
- 火の玉スポーツ列伝!
- 激突!アメリカン筋肉バトル
- オーレ!ワールドカップサッカー
- 三菱ダイヤモンド・サッカー
- ダイナミックサッカー
- ナンバー12・熱血サッカー宣言
- バモバモ!サッカーTV
- 格闘コロシアム
- Do!スポーツ
- FREEDOM - サロモン提供
  - SKINOW
- プロレスLOVE ~夜のシャイニング・インパクト~
- 破壊王プロレスZERO-ONE
- 肉力強女（にくぢから・つよいおんな）
- 全仏オープンテニス
- どハッスル!! - 京楽産業.提供
- 最強格闘技・戦極G!→格闘技伝説 雷電
- アスリート・ドキュメント WILL〜それでも僕は走り続ける〜
- ピンポーン!玲奈ちゃんねる
- ROAD TO UFC JAPAN
- トラの門スポーツ
- 創刊!読むスポーツ ヨムスポ
- さまスポ
- 新K-1伝説
- 格闘王誕生!ONE Championship
- SUPER GT+
- モーターランド
  - モーターランド2 - テレビ愛知制作
- プロ野球列伝〜不滅のヒーローたち〜 - テレビ愛知制作
- 若き挑戦者たち - テレビ愛知制作
- 広島女子オープンゴルフ - 広島テレビ放送（日本テレビ系列）の主催だったが、関東圏での開催時はテレビ東京が制作してTXNネットワークと広島テレビなど系列外局で放送
- テレ東卓球塾～ひとラリー、いっとくぅぅぅ?～

#### スポーツニュース（過去）
- 激生!スポーツTODAY
  - スポーツTODAY
  - スポーツTODAY WIDE
- サンデースポーツライブ
- スポーツ10ミニッツ
- スポ魂!
- スポーツ魂
- メガスポ!
- ネオスポーツ the documentary!
- 追跡LIVE! Sports ウォッチャー
- みんなのスポーツ Sports for All

#### ゴルフ（過去）
- 沼沢聖一のフレッシュゴルフ
- 巨泉のチャレンジゴルフ
- ゴルフサバイバル
- 岡本綾子のNECスーパーゴルフ
- ゴルフ苦楽部
- ゴルフ熱中塾
- ゴルフ 尾崎兄弟・飯合に挑戦!!
- 小林浩美の日立チャレンジゴルフ
- 塩谷育代のゴルフ魅せます
- 藤原弘達のグリーン放談
- フェアウェイ交遊録
- ゴルフスーパーバトル
- 小松原三夫のゴルフ道場
- 芹澤信雄&東尾理子のゴルフショウダウン
- 舘ひろし・神田正輝 ゴルフ苦楽部
- 金子柱憲・高田純次ゴルフの王道
- 宮里藍のビッグゴルフ in USA
- 阿川佐和子のゴルフ友遊録
- エレガントゴルフ
- LOVE×GOLF
- 熱闘!ゴルフ向上委員会
- ごるふなでしこ
- リゾートいっちゃう!?女子会in海南島
- 大人の女子会ゴルフ! プロと人気タレントが大人女子の楽しみ方を伝えます。
- ゴルフの真髄
- 石田純一のサンデーゴルフ
- 日曜ゴルフっしょ!
  - みんなでBINGOLF

## バラエティ
TXNネットワーク外局が制作した番組は#系列外番組の項を参照のこと。

### 現在（バラエティ）
月曜日
- 乃木坂工事中（0:15 - 0:45） - テレビ愛知制作
  - 乃木坂って、どこ? - 前身番組
- そこ曲がったら、櫻坂?（0:50 - 1:20）
  - 欅って、書けない? - 前身番組
- 日向坂で会いましょう（1:20 - 1:50）
  - ひらがな推し - 前身番組
- YOUは何しに日本へ?（18:25 - 20:00）
- JAPANをスーツケースにつめ込んで!〜世界に日本を持ってった〜（20:00 - 20:54）
- 世界!ニッポン行きたい人応援団（20:54 - 21:54）

火曜日
- ありえへん∞世界（19:54 - 20:54）
- 開運!なんでも鑑定団（20:54 - 21:54）

水曜日
- 激推し!今夜もドル箱（1:00 - 1:30）
- 伊集院光&佐久間宣行の勝手にテレ東批評（1:30 - 2:00）
- ソレダメ!〜あなたの常識は非常識!?〜（18:25 - 19:54）
- 世界を救う! ワンにゃフル物語（19:54 - 21:00）
- 何を隠そう...ソレが!（21:00 - 21:54）

木曜日
- タクシー運転手さん一番うまい店に連れてって!（18:25 - 19:58）
- 有吉の深掘り大調査（19:58 - 20:54）

金曜日
- 月ともぐら（2:35 - 3:05）
- 所さんの学校では教えてくれないそこんトコロ!（20:00 - 21:00）

土曜日
- モヤモヤさまぁ〜ず2（11:30 - 12:15）[2]
  - 50年のモヤモヤ映像大放出! この手の番組初めてやりますSP - 開局50周年記念番組
- 出没!アド街ック天国（21:00 - 21:54）

日曜日
- すっかり にちようチャップリン（0:25 - 0:55）
- 二軒目どうする?〜ツマミのハナシ〜（0:55 - 1:25）
- ゴッドタン（1:50 - 2:15）
- LIL LEAGUEのヴィクトリーグ!（2:15 - 2:45）
  - 〜夢のオーディションバラエティー〜Dreamer Z
- 種から植えるTV（11:30 - 12:00）
- 家、ついて行ってイイですか? （20:50 - 21:54）
- 有吉ぃぃeeeee!そうだ!今からお前んチでゲームしない?（21:54 - 22:48）

### 過去（バラエティ）

#### 社名変更後（バラエティ）
月曜日 - 金曜日
- 銀BURA天国
- シブスタ S.B.S.T
- ぶちぬき
  - ぷっちNUKI
  - ぶっちぬき
- スキバラ枠内バラエティ
  - 月曜日
    - ガレッジ ワザーランド
    - エンジョイガレッジ
    - ガレッジ×ビレッジ

  - 火曜日
    - ココリコミリオン家族
    - タカアンドトシの空飛ぶチェリーパイ

  - 水曜日
    - 撮りッたがり決死隊 トッターマンDS
    - 地球調査船アメディゾン

  - 木曜日
    - 極楽とんぼのこちらササキ研究所
    - こちらササキ研究所
    - キンコンヒルズ

  - 金曜日
    - ロンブーの怪傑!トリックスター
- バラエティ7枠内バラエティ
  - 遠藤淳
  - アリケン
  - FUJIWARAのありがたいと思えッ!
  - 板尾ロマン
- スポパラ枠内バラエティ
  - お叱り!丸刈りーた
  - タレコミ
  - 大人のコンソメ
  - 裏ジャニ
  - ∞のギモン
  - やりにげコージー
  - 新・今夜もドル箱!!
  - 芸能人専用タクシー し〜たく
  - えぐら開運堂
  - サイコラッ!
  - スカ☆J一番星
  - 神経質バラエティー 心配さん
  - メデューサの瞳 〜人を見抜く天才たち〜
  - 怒りオヤジ〜愛の説教対局〜
    - 怒りオヤジ3

  - くだまき八兵衛
- Gパラダイス枠内バラエティ
  - 人妻温泉
  - 大爆笑問題
  - 対爆笑問題
  - クイズ!爆笑難問題
  - 爆笑問題の三者面談
  - debuya
    - 元祖!でぶや
- ソコアゲ★ナイト
  - 特報!B級ニュースSHOW
  - タカトシの涙が止まらナイト
  - スギるんです
  - 地球の果てからお家に帰ろう
  - 雨天中止ナイン
  - 新婚さんに「結婚を決めた一言」聞いてみた
  - 卒業文集の夢、叶いましたか?〜夢の答え合わせバラエティ〜
  - 不躾ですが、ドキドキな発表の瞬間立ち会わせて下さい。
  - おしかけスピリチュアル
  - ネットで調べてもほとんど出てこない裏ニュース〜本当は教えたくなかった（秘）テク〜
  - カメラ置いておくんで、一言どうぞ〜街中に、カメラ放置してみました〜
  - 超シリトリアル 誰もが燃える新感覚“超プレッシャー系90秒しりとりバトル”!!
  - ここ掘れ!オネエ目線
  - ニュースなハローワーク
  - ナンカゲツマチ〜よくそんなに待てますね〜
  - 世界でお願い!あなたのおサイフ見せてください
  - その話…諸説アリ
  - わたしはワケあり成功者〜ドン底からの逆転学〜
  - ○○式って効くの?
  - あなたの前で言わせてください コレつくったの私です
  - これ、もう時効だよね?〜今だから聞いちゃいますけど…〜
  - 誰にも話していないんですが、実は… 〜すべてがリアルなカミングアウト〜
  - これが私の母ちゃんです!街行く人の気になる母ちゃんをアポなし突撃!
  - ドキドキ宅配便 それ、届けにいきませんか?
  - コレって私、悪くないよね?
  - 要博士の異常な映画愛 〜勝手にセリフ変えてみました〜
  - NEO決戦バラエティ キングちゃん
  - リトルトーキョーライフ
  - 浦和から持ってきて!
  - マヂカルクリエイターズ
  - チマタの噺
  - 23時の密着テレビ「レベチな人、見つけた」

日曜日
- 社長 出川哲朗（1歳）
- Y!マートTV
- 森口博子のメガキッズTV
- Parky Party
- おしゃれ!アイドル学園
- ヤンヤンもぎたて族
- ハロー!モーニング。
  - ハロモニ@
- ☆東京☆女子アナクルーズ
- U-15.F スキにさせて!
- ヒットの秘密
  - 新shock感
- ハマラジャ
- WINNERS
- プラチナチケット
- 田舎に泊まろう!
- 〜突撃!はじめましてバラエティ〜イチゲンさん
- イカリングの面積 - テレビ愛知制作
- D-BOYS BE AMBITIOUS
- リアルのバメン
- 恋するコリア
- 原宿キラキラ学院
- 踊RI場
- センニュウ★感
  - ほぼほぼ
- SNS発見アドベンチャー ふぉろみ&ただみ - テレビ大阪制作

月曜日
- 少女雑貨専門TV エクボ堂
- 夕ぎりゲーム学園
- 紳竜のコケてたまるか
- 花嫁するの本当ですか
- 列島どっきり宅配便
- 爆発ホンネ修羅バトル
- 芸能界お見合いマッチ
- 解決!クスリになるテレビ
- 爛漫!モトどる3人娘
- 突撃!イドバタ7
- 月10万円で豊かに暮らせる町&村
- いきなり結婚生活
- 生放送!おもしろ寄席
- 感涙!時空タイムス - テレビ大阪制作
- 発進!時空タイムス - 同上
- 手紙バラエティ 三丁目のポスト - 同上
- 名門パープリン大学日本校（1993年10月〜12月）
- 仰天!ひらめき研Q所
- 愛の貧乏脱出大作戦
- ジカダンパン!責任者出て来い!
- 大丈夫!!わが家の財産
- ド短期ツメコミ教育 豪腕!コーチング!!
- お茶の間の真実〜もしかして私だけ!?〜
- 快適!住まいるナビ
- ザ・逆流リサーチャーズ
  - 逆流!シラベルトラベル
- ストリートの道
- 納涼ゆかた寄席

火曜日
- ウソのような本当の瞬間!30秒後に絶対見られるTV
- ヒャッキン!〜世界で100円グッズを使ってみると?〜
- スター課外授業
- スターどっきん学園
- 今夜もイッキに大回転!!
- ナベさんミッちゃんのまねまね天国!
- とことんニホン語
- 新伍のTVでライバル
- ☆産直限定!通販バトル
- 教えて!ウルトラ実験隊
- 芳村真理のTVトレンディ
- 福留の22の21
- スキヤキ!!ロンドンブーツ大作戦

水曜日
- テレビほとんど冗談
- 全国珍スポーツ決定版
- 全日本そっくりショー
  - ザ・そっくりショー
- ここんちプラネッと!
- 三波伸介の凸凹大学校
- 直送ふるさと特急便
- 一茂&良純の自由すぎるTV
- ソクラテスのため息〜滝沢カレンのわかるまで教えてください〜

木曜日
- 突撃!しあわせ買取隊
- 三枝・やすしの花マル家族
- なんでもベストテン!
- 所さんのもしも突撃隊!!
- TVチャンピオン
  - TVチャンピオン2
- 決着!歴史ミステリー
  - 新説!?日本ミステリー
- チャンピオンズ〜達人のワザが世界を救う〜
- 空から日本を見てみよう
- おねだりの達人 (自称)
- 超かわいい映像連発!どうぶつピース!!

金曜日
- 週刊AKB
- AKB子兎道場
- トキメキおちゃめ組
  - トキメキ応援TV!
- サキよみ ジャンBANG!
- おまかせ!山田商会
- 集まれ!ナンデモ笑学校
- 素晴らしきドケチ家族
- ペット大集合!ポチたま
  - まさはる君が行く!ポチたまペットの旅 - BSテレ東制作
- 爆笑問題の大変よくできました!
- 〜どうぶつ冒険バラエティ〜ワンダ!
- お金がなくても幸せライフ がんばれプアーズ!
  - あっぱれ!ボンビー遺産
- 先生、、、どこにいるんですか? 〜会って、どうしても感謝の言葉を伝えたい。〜
- お笑いベストテン
- おもしろ演芸決定版
- 完成!ドリームハウス（レギュラー放送終了後は単発特番として放送）
- 世界を変える100人の日本人! JAPAN☆ALLSTARS
  - この日本人がスゴイらしい。 Brand New Japan
- ちょこっとイイコト 〜岡村ほんこん♥しあわせプロジェクト〜
  - 家族になろう（よ）
- たけしの誰でもピカソ
- 所さん&おすぎの偉大なるトホホ人物伝
- 翔べ!トラバリアン
- ザ・BINGOスター
- たけしのニッポンのミカタ!
- ダンシン!
- ヤギと大悟

土曜日
- TVチャンピオン極 〜KIWAMI〜(ダイジェスト版)[* 1]
- 美川屋本舗
- ポンコツ&さまぁ〜ず
- ☆竹山先生。→竹山先生?
- 週末YY JUMPing
- 突撃!家族ウォーズ
- 知ってドーするの!?
- 見た目が勝負!?
- 自慢したい人がいます〜拝啓 ひねくれ3様〜
- スター姫さがし太郎
- バカソウル
- EXITのベルギー行ったらモテるやつ
- 土曜22:00 - ライオン一社提供枠 
  - ライオンのわがまましてます50人
  - ライオンのわがまま夢中船 - のちに『ライオンのDo you 土曜?チェックTV』にタイトル変更

複数の曜日で放送された番組
- ザ・テレビジョン
- 懸賞伝説
- 浅草橋ヤング洋品店
  - ASAYAN
- 愛ラブSMAP! - ロッテ提供
  - 愛ラブSMAP!電撃キッズ隊 - ロッテ提供
- 愛LOVEジュニア - ロッテ提供
- 愛ラブB.I.G. - ロッテ提供
- ワンニャふるライフ
- Ya-Ya-yah
- ヤンヤンJUMP
- モーニング娘。のへそ
- ハローキッズ
- ロボつく - 清水建設提供
- ウェルカムTV
- コレ考えた人、天才じゃね!? 〜今すぐ役立つ生活の知恵、集めました〜
- 母ちゃんに逢いたい!
- 特捜警察ジャンポリス
- 青春高校3年C組
- 勇者ああああ
- デカ盛りハンター

#### 深夜バラエティ番組
- ハロー!プロジェクト深夜ミニ番組枠
  - 少女日記
  - 美少女教育
  - 新・美少女日記
  - 美少女教育II
  - 美少女日記III
  - よろセン!
    - ことミック
    - 燃えろ!マナー部

  - 湘南瓦屋根物語
  - リトルホスピタル
  - セクシー女塾
  - それゆけ!ゴロッキーズ
  - よろしく!センパイ
  - 二人ゴト
  - 魔女っ娘。梨華ちゃんのマジカル美勇伝
  - 娘。ドキュメント2005
  - 娘DOKYU!
  - ベリキュー!
- アイドルをさがせ!
- モーニング娘。通信
- ハロプロ!TIME
- ハロー!SATOYAMAライフ
- Se-女!
  - Se-女!2
- ビッグアクションカメラ
- 水着少女
- 東京美優
- ウルトラヒロイン
- 美女-H
- ダブルH
- ミラクルH
- BLOOM!
- えびたい
- 中山道
- ヤンチャ黙示録
- ギルガメッシュないと
- アルテミッシュNIGHT
- ヒップでダダーン
- 平成女学園
- バカのほうの鈴木
- 純愛果実
- GAME JOCKEY- 後続番組の『GAME JOCKEY2』はBSテレ東で放送
- ヒノマルデショ
- 黒BUTA天国
- ヤンnight!
- 渋谷でチュッ
- 秋葉な連中
- 品川庄司の秋葉★りむじん
- ANICOM TV
- 妄想ビーム
- ALOHA GIRL
- GameWave
- GAME BREAK
- 三軒茶屋モータリングクラブ
- バミリオン・プレジャー・ナイト
  - オー!マイキー
- ウラ関根TV - テレビ大阪との共同制作
- 仁義換金
- ブログの女王
- サバドル!
- テンパイ!!
- コイブミ
- 爆NEW
- 夜はエキサイティング
- 音ぱつ
- 美少女研究所
- やるヌキッ!
- シンデレラ男
- サライデーパーティ
- OUT★PUT
- ランキンコロシアム!
- 愛のむち
- なまなまレースクイーン
- キューティー7
- 木村とご飯
- 出動!ミニスカポリス
  - 新ミニスカポリス
- イチオシ
  - イチオシキッス
- うぇぶたま
  - うぇぶたまww
  - うぇぶたま3
- マニアの叫び
- てれ土
  - 本番で〜す!
  - 上海大腕
- 水着でKISS ME
- With Me
- BiKiNi
- 常夏島情報局
- 常夏ガール
- モテケン
- 落語の極 平成名人10人衆
- オシゴト交換
- GO!GO!アッキーナ
- 給与明細
  - 給与明細2
- シンボルず
- 潜入調査
- おねがい!マスカット - テレビ大阪が配信・幹事局
  - おねだり!!マスカット（同上）
    - おねだりマスカットDX!
    - おねだりマスカットSP!

  - ちょいとマスカット!
  - マスカットナイト
    - マスカットナイト・フィーバー!!!

  - 恵比寿マスカッツ横丁!
- YAZAWA魂
- 美女学
- AKB48のぐぐたす民
- ナナクロ7
- 島田秀平の怪談奇談
- テリー伊藤のネホリハホリ
- KOZY'S NIGHT 負け犬勝ち犬
- アニメの三次元の話
- イラっとくる韓国語講座
- ちょこっとアイドル育成バラエティ スタート・スター
- 勝手にキャッチコピー委員会
- TOKYO BRANDNEW GIRLS
- イツザイS
- 極嬢ヂカラ
- PASSPO☆の尺うまTV
- 週刊働く人
- 深夜遊戯DX
- ロケハン。
- 指原の乱
- ブラックミリオン
- 一狩りいこうぜ!シリーズ
- 表参道MODE
- 藤原竜也の一回道シリーズ
- 東京マキタスポーツ
- ぶっちゃけ嬢〜26時のシンデレラ〜
- 仮面女子のやっぱ全力だね〜!
- 神アプリ@シリーズ
- E-girlsを真面目に考える会議
- ニッポン元気計画! 眠れるスター目覚ましバラエティ“ハックツベリー”
- わぐばん!
- Summer Girls in NANANA Beach
- 芹那の美女と汗かかせていただきます
- 吉木りさに怒られたいシリーズ
- SICKS〜みんながみんな、何かの病気〜
- ワンチャン〜アイドル再起奮闘バラエティ〜
- Tokyoハイレゾガール
- ざっくりハイタッチ
  - ざっくりハイボール
- 老い愛で子さんのご自愛ください。〜ポジティブエイジングメソッド〜
- 柴田くんのBダッシュゲーム道
- 下町ロケバラエティ番組 浅草ベビ9
  - 下町ロケバラエティ番組 浅草うず九
- 青春!Live Channnel
- ○○と新どうが
- 第2のアレ
- OHA OHA アニキ
- 東京アイドル戦線
- 無理矢理、マツコ。
- SKE48ひとっ風呂浴びさせて頂きます!
- 道玄坂コネクション
- 金の紙箱
- MAG!C☆PRINCEのマジ☆弟子シリーズ
- 絆体感TV 機動戦士ガンダム 第07板倉小隊シリーズ
- ヨルヤン
- 今日からやる会議
- 巨大企業の日本改革3.0「生きづらいです2022」〜大きな会社と大きな会社とテレ東と〜
- 芸人動画チューズデー
- ラブコール〜ザ・パーフェクト・ブッキング!
- 元カレの元カノの元カレの元カノ
- 夜中3時のイケメンサマー
- 考えすぎちゃん ON TV〜ワンクールだけの大冒険〜
- ダイアンの絶対取材しない店
- #ウルトラマワス
- 占いリアリティーSHOW　どこまで言っていいですか?
- CHOTeN 〜今週、誰を予想する?〜
- アルコ＆ピースのメガホン二郎
- 日本シン人種図鑑
- 占いなんて信じない
- もう1クールでハイ上がれ!
- AKB48、最近聞いた!〜一緒にKYOUSOUしませんか?〜
  - AKB48、最近聞いたよね…〜一緒になんかやってみませんか?〜 - 前身番組
  - AKB48、最近聞いたかも?〜一緒になんかやってみませんか?〜 - 前々身番組
  - AKB48、最近聞いた?〜一緒になんかやってみませんか?〜 - 前々々身番組
- お仕事search!それってグッジョブ
- Cafe Le Psyence

#### 東京12チャンネル時代（バラエティ）
- ダニー・ケイ・ショー
- ドタバタ大合戦
- ドーンと一発ぶちかませ
- 牧伸二のサアお立合い!
- 爆笑愚連隊キン・コン・カン!!
- 芸能大特番!!
- アイデア買います!ただいま特許出願中
- オバゲバ学園奮戦記
- 紅白スター対抗大合戦
- ガッツヤング登場
- 爆笑パニック!体当たり60分
- 男のスタジオ
- 独占!男の時間
- 東てる美のあなた眠っちゃいや!
- カップル誕生
- 独占!おとなの時間
- パニゲラわっしょい!
- ハロー! ピンクレディー
- ドバドバ大爆弾
- お化けのサンバ
- 天功どっきり60分!
- あの人にもう一度
- ビックリ大集合!
- びーびーテレビ大混戦
- 東西オールスター漫才
- ツッパリやすしの60分
- タモリの突撃ナマ放送
- タモリの歌謡スター笑

## クイズ

### 現在（クイズ）
- 正解の無いクイズ（月 - 水 17:30 - 17:45）

### 過去（クイズ）

#### 社名変更後（クイズ）
- クイズくいず食図
- ザ・買物ゲーム
- 爆笑ザ・ヒント
- 豪華究極ゼミナール
  - 知って得するゼミナール
- 愛川欽也の不思議ミステリーツアー
- 新伍のギャップが素敵
- ニュースに挑戦!あなたの常識
- クイズ・ビンゴっこ!
- クイズとっても偉人伝
- クイズ地球まるかじり（1983年10月12日 - 1994年9月28日）
  - 絶品!地球まるかじり
- よろしく!すねかじり ゲーム&クイズ
- ズバリ!情報満載クイズ
- クイズ!それは職業秘密です
- クイズところ変れば!?（1987年7月3日 - 2000年12月）
- 熱闘!スポーツクイズ
- ニョキニョキ植物王国（1994年10月 - 1995年3月）
- 決戦!クイズの帝王（1996年4月19日 - 1997年3月21日）
- タモリの音楽は世界だ!（1990年10月 - 1994年9月・1995年4月 - 1996年3月）
- クイズ赤恥青恥（1995年4月8日 - 2003年3月7日）※2000年12月以降はHV
- クエス・ファイブ（2004年4月19日 - 8月）
- 三宅式こくごドリル（2005年10月11日 - 2006年3月14日）
- クイズずばり知りたい
- クイズ!今どきの日本
- クイズ!宇宙船地球号
- 爆笑問題の開け!記憶の扉（2002年4月 - 12月）
- 仰天クイズ! 珍ルールSHOW
- みんな元気に!健康クイズ（→フジテレビへ移行）
- フカボリン
- スーパーゲームクイズ覇王
- デリバティブTV
- ABChanZoo

#### 東京12チャンネル時代（クイズ）
- アクションクイズ!迷路に挑戦
  - 迷路でデート!
- 対決!スーパーカークイズ
  - 対決!チャレンジクイズ
- ドラフトクイズ
- 野球クイズ一発逆転
- ジョギングクイズ
- 3時のおじゃまクイズ
- アベック・ダービー・クイズ

## トーク
- あちこちオードリー（水 23:06 - 23:55）
- 紙とさまぁ〜ず（日 1:25 - 1:50）
- 日経スペシャル カンブリア宮殿（木 23:06 - 23:55）
- じっくり聞いタロウ〜スター近況（秘）報告〜（金 0:00 - 0:30）

### トーク（過去）
- Tokyo!マヨカラ - 東京都提供
- 視聴者参加討論番組・異議あり!
- 人に歴史あり
- ここに美女あり
- 美女放談
- 秦野章の辛口モーニング
- ミエと良子のおしゃべり泥棒
- やすし・きよしのどっちがどっち?
- 五月みどりのとんでもない夜
- 素敵なあの人
- ライオンのおしゃべりな夜 - ライオン一社提供
- 今週のクロストーク
- 梅辰亭・今夜は看板!
- 拝見スターの晩ご飯
- タモリのギャップ丼
- 同窓会
- 気分はパラダイス
- 淳の乾杯してみたっ!
- 妄想の王子様
- アリなし〜アリケン★ゴールデンスタジアム〜
- 美の国のお茶会
- 坂上目線
- サイモンズ ベストナイン
- しもじま
- 40男はらいつー
- さまぁ〜ZOO
- もえ×こん
- おしゃべりオジサンと怒れる女
  - おしゃべりオジサンとヤバイ女
- きらきらアフロTM
- 電脳トークTV〜相内さん、青春しましょ!〜
- 寝ちゃダメ勇者
- FULL TIME
- IST登場 - テレビ大阪制作
- ザッツ談

## 音楽

### レギュラー
- FESTIVAL PEOPLE
- ミュージックブレイク（火・木 3:50 - 3:55、水・金 3:20 - 3:25、土 3:45 - 3:50）
- プレミアMelodix!（火 2:50 - 3:20）
- あのちゃんの電電電波♪（水 2:00 - 2:30）
- 流派-R Since2001（土 2:30 - 3:00）
- 超音波（土 3:15 - 3:45）
- 洋子の演歌一直線（日 5:30 - 6:00）
- BRAND NEW MUSIC（放送終了直前）

### 特別番組
- ☆月刊MelodiX!
- 懐かしの昭和メロディ
- テレ東音楽祭
- 名曲ベストヒット歌謡
- にっぽんの歌（毎年12月31日） - かつてはBSテレ東と共同制作。後にBSテレ東は制作から撤退。
- 東急ジルベスターコンサート（毎年12月31日）
- 歌いーな!
- カラオケ★バトル
  - THEカラオケ★バトル

#### 終了番組
- 日立サウンドブレイク
- ポップス倶楽部
- ヤンヤン歌うスタジオ
  - 歌え!アイドルどーむ
  - 歌え!ヒット・ヒット
- レッツGOアイドル
- ザ・ヤングベストテン
- ロックおもしロック
- 踊れバンバン
- POPくじら基地
- お次の番だョ!歌合戦
- トップ・ヒット・ナウ
- 歌のビッグファイト!
- ポップシティX
- 演歌の花道
- スーパーステージ
- スペシャル音楽館
- うた!パラダイス
- うた世紀ベストテン
- 期間限定!ピカピカ天王洲LIVE
- MUSIX!
- TOKIO ロック TV
- ミューズの楽譜 My Song, My Life
- ミュージック最前線
- LIVE BANG!
- 倫敦音楽館 Lon-mu
- 音楽空間アンモナイト
- 対決!マイベスト10
- ソングラシリーズ
  - ソングライトSHOW!
  - 輝け!ソングラ天国
  - ソングラ!
- 薬丸パパの電リクキッズ
- 徳光&コロッケの“名曲の時間です”
- 歌う天気予報 - 朝・深夜
- MUSIC花模様
- 今あの歌・ヒット曲
- 歌謡ブレイク
- 歌のヒットステージ
- 歌って最高!
- カヴァーしようよ!
- 歌謡壱番館
- 歌謡夢図鑑
- 週刊歌謡マガジン
- SOUND GIG
- モグラネグラ
- HANG-OUT
- 音神GIG TV!
- トランス☆LOVER
- GiRLS LoVER
- ウタカタ
- 音楽的流行
- ROCK FUJIYAMA
- ヘビメタさん
- バブル&リカ子SOUL天国
- ミュージックコール12・12
- 歌ドキッ! 〜ポップクラシックス〜
- そして音楽が始まる
- 密着!音楽空間
- ☆音時間
- PV TV
- みゅーじん
- コラボレーション・スタジアム
- 音楽通信TOP30
- 歌の楽園
- ミューズの晩餐 My Song, My Life
- サブちゃんと歌仲間
- 昭和歌謡大全集
- ロック兄弟
  - Vの流儀
- アニソンぷらす
- ザ・ミュージック
- NEXT STAGE
- DANCE@TV
- ドリームクリエイター
  - 全力!ネットユーザーつくり場〜集まれ!ドリームクリエイター〜
- 音楽ば〜か
- おもてなし音楽バラエティ むちゃ∞ブリ!
- 金曜7時のコンサート〜名曲!にっぽんの歌〜
  - 木曜8時のコンサート〜名曲!にっぽんの歌〜
- 〜歌のワイドショー〜音楽の森
- 今から、西野アナ行きますんで
- 水曜夜のエンターテイメントバトル エンタX
- 歌ゥ芸人せぇるすまん〜下町レコード奮闘記〜
- The Girls Live
- HITACHI GRAFFITI SPOT
- AI・DOLプロジェクト
- キミスタ
- JAPAN COUNTDOWN
- SHOWBIZ COUNTDOWN - テレビ愛知制作
  - 超流派
- ☆音流〜On Ryu〜
- ファンファンキティ!
- 月〜金お昼のソングショー ひるソン!
- オールナイトミュージック - 編集されたPVを流している試験電波（フィラー）放送枠の正式名称

#### 東京12チャンネル時代（音楽）
- ゴールデン・ポップス・コンサート 題名のない音楽会（→NET（現・テレビ朝日）へ移行）
- ジャポップス・トップ10
- 集まれ!ジャポップス
- なつかしの歌声
- ハロー!ピンキラ
- ただ今ヒット中!
- 歌え!ヤンヤン!
- GO!GO!ジャボン!
- きんきんケロンパ歌謡曲
- きんレモ歌謡曲まいったタヌキの大放送
- きんきんギラギラ大放送
- 7時のナマナマ歌謡曲
- とび出せ!歌謡ショー
- 歌え!ヤングヒット'76
- 高峰三枝子ゴールデンスターショー
- 涙の浪曲劇場
- 家族そろってノド自慢
- 心のうた思い出の歌
- 友子ヤングコンサート
- 日本民謡決定版
- 日本縦断・民謡大全集
- 夕焼け歌謡曲
- 夜のヒットタワー
- ステレオ音楽館
- 演歌の殿堂 王座決定戦

## ドラマ

### 現在
- 財閥復讐～兄嫁になった元嫁へ～（ドラマプレミア23、月 23:06 - 23:55）
- ジョフウ 〜女性に××××って必要ですか?〜（ドラマチューズ!、水 0:30 - 1:00）
- やぶさかではございません（ドラマNEXT、木 0:30 - 1:00）
- ソロ活女子のススメ5（水ドラ25、木 1:00 - 1:30）
- トウキョウホリデイ（木ドラ24、金 0:30 - 1:00）
- 法廷のドラゴン（ドラマ9、金 21:00 - 21:54）
- ディアマイベイビー〜私があなたを支配するまで〜（ドラマ24、土 0:12 - 0:42）
- 海外ドラマ
  - 本物が現れた!～まさか結婚するなんて～（韓国ドラマ、韓流プレミア、月 - 金 8:15 - 9:11）

### 単発ドラマ枠
- ドラマシリーズ（深夜連ドラ「ドラマ24」の再放送）
- 日曜イベントアワー

### 終了番組

#### 社名変更後
- あぶない少年
  - あぶない少年II
  - あぶない少年III
- 満員御礼!学園キッズ→SMAPの学園キッズ
- 一休さん・喝!
- パパこげてるョ!
  - 新・パパこげてるョ!
- OH!キッチン家族
- 夢通りエプロン亭
- 魁!セレソンDX
- HeartBeat
- クリスマスキス〜イブに逢いましょう
- きっと誰かに逢うために
- 映画みたいな恋したい
- D×TOWN
- 大好き!かりんちゃん
- 私は名探偵・完全犯罪をつぶせ!
- 花の女子校 聖カトレア学園
- Friend-Ship Project
- ハッピィ★ボーイズ
- 弘恵の道しるべ
- 終電ごはん
- 太鼓持ちの達人〜正しい××のほめ方〜
- LOVE理論
- 嫌いな人を好きになる方法
- 知らない人んち(仮)〜あなたのアイデア、来週放送されます!〜
- ウレロ☆未開拓少女
- 100文字アイデアをドラマにした!
- 神様のカルテ
- ガル学。〜ガールズガーデン〜
- 孤独のグルメシリーズ
- バイプレイヤーズシリーズ
- テレビ演劇 サクセス荘シリーズ
- ゆるキャン△シリーズ
- ひねくれ女のボッチ飯
- Lドラ
  - Cafe吉祥寺で
  - サギ師リリ子
  - ママはニューハーフ
  - かりゆし先生ちばる!
- 月曜21時枠の連続ドラマ
  - 刑事追う!
  - 事件・市民の判決
- 月曜22時枠の連続ドラマ
  - モリのアサガオ 新人刑務官と或る死刑囚「絆」の物語
  - 最上の命医
  - 鈴木先生
  - IS〜男でも女でもない性〜
- ドラマBiz
  - ヘッドハンター
  - ラストチャンス 再生請負人
  - ハラスメントゲーム
  - よつば銀行 原島浩美がモノ申す!〜この女に賭けろ〜
  - スパイラル〜町工場の奇跡〜
  - リーガル・ハート〜いのちの再建弁護士〜
  - ハル〜総合商社の女〜
  - 病院の治しかた〜ドクター有原の挑戦〜
  - 行列の女神〜らーめん才遊記〜
- ドラマプレミア10
  - 共演NG
  - アノニマス〜警視庁“指殺人”対策室〜
- ドラマプレミア23
  - 珈琲いかがでしょう
  - シェフは名探偵
  - うきわ -友達以上、不倫未満-
  - じゃない方の彼女
  - ユーチューバーに娘はやらん!
  - 吉祥寺ルーザーズ
  - 赤いナースコール
  - 警視庁考察一課
  - ダ・カーポしませんか?
  - かしましめし
  - さらば、佳き日
  - やわ男とカタ子
  - けむたい姉とずるい妹
  - SHUT UP
  - ブラックガールズトーク
  - 95
  - 夫の家庭を壊すまで
  - Qrosの女 スクープという名の狂気
- テレビ東京月曜深夜の連続ドラマ
  - Pinkの遺伝子
  - ロケットボーイズ
  - 心霊探偵 八雲
  - 半分の月がのぼる空
  - しにがみのバラッド。
  - のぞき屋
  - 恋愛診断
- テレビ東京火曜深夜の連続ドラマ
  - エコエコアザラク〜眼〜
  - カサネ
- 火曜24時30分枠の連続ドラマ
  - 汝の名
  - 何かおかしい
  - 運命警察
  - 超特急、地球を救え。
- ドラマチューズ!
  - 北欧こじらせ日記
  - 完全に詰んだイチ子はもうカリスマになるしかないの
  - 夫を社会的に抹殺する5つの方法
    - 夫を社会的に抹殺する5つの方法 Season2

  - 何かおかしい 2
  - なれの果ての僕ら
  - 日常の絶景
  - くすぶり女とすん止め女
  - THE TRUTH
  - RoOT / ルート
  - 星屑テレパス
  - 私の死体を探してください。
  - ウイングマン
  - マイ・ワンナイト・ルール
  - 今夜は…純烈
- 水曜20時枠の連続ドラマ（「ドラマシリーズ・家族」<1998年1月 - 2000年9月>など）
  - AカップCカップ
  - 泥棒に手を出すな!
  - ハイスクール大脱走
  - 魚心あれば嫁心
  - 飛んで火に入る春の嫁
  - 素晴らしき家族旅行
  - 食卓から愛をこめて
  - 別れたら好きな人
  - ハッピー 愛と感動の物語シリーズ
  - 田舎で暮らそうよ
  - バースデイ〜こちら椿産婦人科〜
  - 貯まる女
  - それぞれの断崖
- テレビ東京水曜深夜の連続ドラマ
  - 国産ひな娘
  - 週刊真木よう子
  - めしばな刑事タチバナ
  - 俺のダンディズム
- ドラマホリック!
  - 死役所
  - 僕はどこから
  - レンタルなんもしない人
  - メンズ校
  - ゲキカラドウ
  - DIVE!!
  - ただ離婚してないだけ
- 水曜ミニドラマ
  - きょうの猫村さん
  - ざんねんないきもの事典
- ドラマパラビ
  - 天 天和通りの快男児
  - さすらい温泉♨遠藤憲一
  - 癒されたい男
  - びしょ濡れ探偵 水野羽衣
  - ミリオンジョー
  - 来世ではちゃんとします
    - 来世ではちゃんとします2
    - 来世ではちゃんとします3

  - ネット興亡記
  - love⇄distance
  - ふろがーる!
  - 働かざる者たち
  - だから私はメイクする
  - 38歳バツイチ独身女がマッチングアプリをやってみた結果日記
  - おじさまと猫
  - 理想のオトコ
  - にぶんのいち夫婦
  - つまり好きって言いたいんだけど、
  - 社長と鬼畜の恋はもどかしい
  - メンタル強め美女白川さん
  - みなと商事コインランドリー
  - 夫婦円満レシピ〜交換しない?一晩だけ〜
  - 隣の男はよく食べる
- ドラマNEXT
  - みなと商事コインランドリー2
  - 推しが上司になりまして
  - パティスリーMON
  - 好きなオトコと別れたい
  - ひだまりが聴こえる
  - 私の町の千葉くんは。
  - 五十嵐夫妻は偽装他人
- 水ドラ25
  - おしゃ家ソムリエおしゃ子!
  - 闇芝居(生)
  - 東京デザインが生まれる日
  - ラブコメの掟〜こじらせ女子と年下男子〜
  - 八月は夜のバッティングセンターで。
  - 東京放置食堂
  - JKからやり直すシルバープラン
  - ダメな男じゃダメですか?
  - ソロ活女子のススメ2
  - ザ・タクシー飯店
  - 僕の姉ちゃん
  - 直ちゃんは小学五年生
  - キス×kiss×キス
～メルティングナイト～
  - それでも結婚したいと、ヤツらが言った。
  - とりあえずカンパイしませんか?
  - ソロ活女子のススメ3
  - 週末旅の極意〜夫婦ってそんな簡単じゃないもの〜
  - 沼オトコと沼落ちオンナのmidnight call
  - 君に届け
  -  推しを召し上がれ〜広報ガールのまろやかな日々〜
  - ソロ活女子のススメ4
  - 青春ミュージカルコメディ oddboys
  - ベイビーわるきゅーれ エブリデイ!
  - カプカプ
  - 物産展の女〜宮崎編〜
  - 晩餐ブルース
- 木ドラ24
  - お耳に合いましたら。
  - お茶にごす。
  - 真夜中にハロー!
  - 花嫁未満エスケープ
  - 量産型リコ -プラモ女子の人生組み立て記-
  - チェイサーゲーム
  - 自転車屋さんの高橋くん
  - ヒヤマケンタロウの妊娠
  - 絶メシロード 出張編
  - ゲキカラドウ2
  - 量産型リコ -もう1人のプラモ女子の人生組み立て記-
  - 姪のメイ
  - ポケットに冒険をつめこんで
  - ナースが婚活
  - 痛ぶる恋の、ようなもの
  - 25時、赤坂で
  - 量産型リコ -最後のプラモ女子の人生組み立て記-
  - 鉄オタ道子、2万キロ〜秩父編〜
  - チェイサーゲームW2 美しき天女たち
  - 下山メシ
  - 週末旅の極意2〜家族って近くにいて遠いもの〜
  - 絶メシロード 開幕編
- 木ドラ25
  - 100万円の女たち
  - さぼリーマン甘太朗
  - Re:Mind
  - モブサイコ100
  - スモーキング
  - 恋のツキ
  - デザイナー 渋井直人の休日
  - 電影少女 -VIDEO GIRL MAI 2019-
  - 新米姉妹のふたりごはん
  - 30歳まで童貞だと魔法使いになれるらしい
  - あなた犯人じゃありません
- 金曜8時のドラマ
  - シリーズ化作品
    - 刑事吉永誠一 涙の事件簿
    - 三匹のおっさん
    - 釣りバカ日誌〜新入社員 浜崎伝助〜
    - 警視庁ゼロ係〜生活安全課なんでも相談室〜
    - 特命刑事 カクホの女
    - 執事 西園寺の名推理
    - 警視庁強行犯係 樋口顕
    - 駐在刑事

  - マルホの女〜保険犯罪調査員〜
  - ラスト・ドクター〜監察医アキタの検死報告〜
  - 保育探偵25時〜花咲慎一郎は眠れない!!〜
  - 僕らプレイボーイズ 熟年探偵社
  - ドクター調査班〜医療事故の闇を暴け〜
  - ヤッさん〜築地発!おいしい事件簿〜
  - ユニバーサル広告社〜あなたの人生、売り込みます!〜
  - らせんの迷宮〜DNA科学捜査〜
  - 嫌われ監察官 音無一六
- ドラマ8
  - 弁護士ソドム
  - ブラックポストマン
  - ハイエナ
  - ジャンヌの裁き
  - ダブルチート 偽りの警官 Season1
- ドラマ9
  - D&D〜医者と刑事の捜査線〜
- ドラマ24
  - 嬢王
    - 嬢王 Virgin
    - 嬢王3 〜Special Edition〜

  - 2ndハウス
  - 下北GLORY DAYS
  - 怨み屋本舗
    - 怨み屋本舗REBOOT

  - クピドの悪戯 虹玉
  - Xenos 見知らぬ人
  - エリートヤンキー三郎
  - BOYSエステ
  - 死化粧師
  - コスプレ幽霊 紅蓮女(ぐれんオンナ)
  - 秘書のカガミ
  - ウォーキン☆バタフライ
  - メン☆ドル 〜イケメンアイドル〜
  - セレぶり3
  - 湯けむりスナイパー
  - マジすか学園
    - マジすか学園2
    - マジすか学園3

  - トラブルマン
  - モテキ
  - URAKARA
  - 勇者ヨシヒコシリーズ
  - ここが噂のエル・パラシオ
  - 撮らないで下さい!!グラビアアイドル裏物語
  - クローバー
  - まほろ駅前番外地
  - みんな!エスパーだよ!
  - リミット
  - 殺しの女王蜂
  - なぞの転校生
  - リバースエッジ 大川端探偵社
  - アオイホノオ
  - 玉川区役所 OF THE DEAD
  - 怪奇恋愛作戦
  - 不便な便利屋
  - 初森ベマーズ
  - 東京センチメンタル
  - ナイトヒーロー NAOTO
  - 侠飯〜おとこめし〜
  - 下北沢ダイハード
  - 新宿セブン
  - オー・マイ・ジャンプ! 〜少年ジャンプが地球を救う〜
  - GIVER 復讐の贈与者
  - 忘却のサチコ
  - フルーツ宅配便
  - きのう何食べた?
    - きのう何食べた? season2

  - Iターン
  - コタキ兄弟と四苦八苦
  - 浦安鉄筋家族
  - 40万キロかなたの恋
  - あのコの夢を見たんです。
  - 生きるとか死ぬとか父親とか
  - スナック キズツキ
  - シジュウカラ
  - しろめし修行僧
  - 雪女と蟹を食う
  - 今夜すきやきだよ
  - シガテラ
  - 初恋、ざらり
  - 闇バイト家族
  - 君が獣になる前に
  - 錦糸町パラダイス〜渋谷から一本〜
  - 家政婦クロミは腐った家族を許さない
- 金曜25時枠の連続ドラマ
  - Deep Love〜アユの物語〜
    - Deep Love〜ホスト〜

  - ホーリーランド
  - 30minutes
  - 30minutes鬼
  - 宇宙犬作戦
  - ウレロ☆未確認少女
    - ウレロ☆未完成少女
    - ウレロ☆未体験少女
    - ウレロ☆無限大少女

  - さばドル
  - 恋するメゾン。〜Rainbow Rose〜
  - 好好!キョンシーガール〜東京電視台戦記〜
  - ミエリーノ柏木
  - ヴァンパイア・ヘヴン
  - たべるダケ
  - ノーコン・キッド 〜ぼくらのゲーム史〜
  - セーラーゾンビ
  - アラサーちゃん 無修正
  - 山田孝之の東京都北区赤羽
    - 山田孝之のカンヌ映画祭

  - 廃墟の休日
  - その「おこだわり」、私にもくれよ!!
  - こえ恋
  - 吉祥寺だけが住みたい街ですか?
  - 寂しい丘で狩りをする
- ドラマ25
  - SR サイタマノラッパー〜マイクの細道〜
  - デッドストック〜未知への挑戦〜
  - セトウツミ
  - MASKMEN
  - 宮本から君へ
  - インベスターZ
  - このマンガがすごい!
  - 日本ボロ宿紀行
  - 四月一日さん家の
  - サ道
    - サ道2021

  - ひとりキャンプで食って寝る
  - 絶メシロード
    - 絶メシロード 2024

  - 捨ててよ、安達さん。
  - 女子グルメバーガー部
  - 歴史迷宮からの脱出〜リアル脱出ゲーム×テレビ東京〜
  - 猫
  - 直ちゃんは小学三年生
  - 東京怪奇酒
  - ソロ活女子のススメ
  - おしゃ家ソムリエおしゃ子!2
  - 鉄オタ道子、2万キロ
  - 先生のおとりよせ
  - 晩酌の流儀
    - 晩酌の流儀2
    - 晩酌の流儀3

  - 真相は耳の中
  - 花嫁未満エスケープ 完結編
  - 全力で、愛していいかな?
  - クールドジ男子
  - こむぎの満腹記
  - すべて忘れてしまうから
  - ハコビヤ
  - これから配信はじめます
  - 季節のない街
  - 風のふく島
- サタドラ
  - 私の夫は冷凍庫に眠っている
  - 春の呪い
  - 女の戦争〜バチェラー殺人事件〜
  - ドラマ「家、ついて行ってイイですか?」
- 土曜ドラマ24
  - 昼のセント酒
  - 徳山大五郎を誰が殺したか?
  - 潜入捜査アイドル・刑事ダンス
  - 銀と金
  - マッサージ探偵ジョー
  - 居酒屋ふじ
  - フリンジマン〜愛人の作り方教えます〜
  - 電影少女〜VIDEO GIRL AI 2018〜
- テレビ東京土曜深夜の連続ドラマ
  - エコエコアザラク
  - おかわり飯蔵
  - リアル脱出ゲーム密室美少女
  - 東京トイボックス
    - 大東京トイボックス

  - 魔法★男子チェリーズ
- 日曜21時枠の連続ドラマ（「ドラマ青春シリーズ」<1989年 - 1990年>など）
  - 妻をめとらば
  - あいつがとまらない!
  - 優しいだけがオトコじゃない
  - マザコン刑事の事件簿
  - ウッチャンナンチャンのコンビニエンス物語
  - ぼくが医者をやめた理由
  - カサブランカ物語 怪盗に口づけを!
  - 女キャスター物語
  - 海風をつかまえて
  - 君だけにメリークリスマス
  - パパと呼ばせて!
  - 派遣OL恋物語
  - 恋は翼にのって
  - 幸せになりたい!平成嵐山一家
  - 昨日の私にサヨナラを
- テレビ東京日曜深夜の連続ドラマ
  - ヴァンパイアホスト
  - ファンタズマ〜呪いの館〜
  - 怪奇大家族
  - GO!GO!HEAVEN!
  - いちばん暗いのは夜明け前
  - スターライト
  - 恋する!?キャバ嬢
  - 好感度上昇サプリ

#### 海外ドラマ
- 特別狙撃隊S.W.A.T.
- 弁護士シャノン
- 外科医ギャノン
- ファミリー愛の肖像
- アメリカン・ガールズ
  - アメリカン・ガールズⅡ女のエアポート
- 熱血弁護士カズ
- ラバーン&シャーリー
- FBI特別捜査官
- NY市警緊急出動部隊 トゥルー・ブルー
- 明日なき追跡
- ブルーサンダー
- 全米熱中テレビ ファミリータイズ
- ヒッチコック劇場シリーズ
- 俺がハマーだ!
- 特捜刑事マイアミ・バイス
- アメリカン・ゴシック
- 吸血キラー／聖少女バフィー
- UCアンダーカバー 特殊捜査班
- ごめん、愛してる
- ウェディング
- 太陽に向かって
- ラブストーリー・イン・ハーバード（字幕版）
- ベイウォッチ
- ザ・プリテンダー 仮面の逃亡者
- 怪奇ゾーンへようこそ
- エイリアス
- コーヒープリンス1号店
- 天国の階段
- ありがとうございます
- ニューハート
- シークレット・アイドル ハンナ・モンタナ
- 新・上海グランド
- オンエアー
- ニキータ
- FRIENDS
- クリスマスに雪は降るの?
- 24 -TWENTY FOUR-（シーズン5）
- 善徳女王
- 剣士 ペク・ドンス
- 紳士の品格
- イニョン王妃の男
- 武神
- クローザー/THE CLOSER
- キム・マンドク 美しき伝説の商人
- Dr.JIN
- 会いたい
- 天命
- ロー&オーダー
- キムチ〜不朽の名作〜
- 野王〜愛と欲望の果て〜
- 根の深い木
- ホジュン〜伝説の心医〜
- S・セガール劇場
- ママ〜最後の贈りもの〜
- 夜警日誌
- トランスポーター ザ・シリーズ
- 王の顔
- 馬医
- マーク・バレー劇場 ヒューマン・ターゲット
- ドクター異邦人
- パンチ〜余命6ヶ月の奇跡
- 輝くか、狂うか
- 伝説の魔女
- 仮面
- 客主
- CSI:科学捜査班
  - CSI:ニューヨーク
  - CSI:マイアミ
- 麗〜花萌ゆる8人の皇子たち〜
- ドクターズ
- 雲が描いた月明り
- エレメンタリー ホームズ&ワトソン in NY
- 六龍が飛ぶ
- 青い海の伝説
- オー・マイ・クムビ
- 被告人
- 逆賊-民の英雄ホン・ギルドン-
- 病院船〜ずっと君のそばに〜
- マイ・ヒーリング・ラブ〜あした輝く私へ〜
- NCIS 〜ネイビー犯罪捜査班
  - NCIS:LA 〜極秘潜入捜査班
  - NCIS: ニューオーリンズ
- 王になった男
- 世界で一番可愛い私の娘
- 魔女たちの楽園〜二度なき人生〜

##### 海外ドラマ放送枠
- ドラマチックチャンネル
- ハッピーチャンネル
- グッドチャンネル
- シアターGOLD
- 韓流プレミア
- ランチチャンネル

#### 東京12チャンネル時代（ドラマ）
- こんばんは21世紀
- ハロー・CQ
- あるぷす大将
- 寒い朝
- 夢見るユメ子さん
- 愛のドラマシリーズ
  - 芙蓉の人
  - 孤独の賭け
- 火曜20時枠の連続ドラマ
  - となりは隣り
  - お嫁に行きます
  - 出発進行
  - じんじんの仁
  - 高校教師
  - おやこ刑事
  - 体験時代
  - あいつと俺
- 金曜20時枠の連続ドラマ
  - あの娘がいいな
  - おさな妻
- プレイガール- 改名後の1992年にもリメイク版が放送された。
  - プレイガールQ
- 江戸川乱歩シリーズ 明智小五郎
- 女三四郎
- 命を賭けます
- ワン・ツウ アタック!
- あなたの光でいたい
- 泣かないで母さん
- ザ・スーパーガール
- ミラクルガール
- ハレンチ学園
- ワンパク番外地
- 闘え!ドラゴン
- 純愛山河 愛と誠
- ときめき十字星

##### 単発ドラマ枠（過去）
- 東京12チャンネル時代には、NHKのドラマ（『連続テレビ小説』や『大河ドラマ』など）を再放送していた。
- ドラマ女の手記
- ドラマ女の四季
- 月曜・女のサスペンス
- 日本名作ドラマ
- 女と愛とミステリー - BSテレ東との共同制作。
- 水曜ミステリー9 - 同上

## 時代劇

### 過去
- 新春ワイド時代劇
- 時代劇アワー
- 大江戸捜査網
- 姫将軍大あばれ
- 主水之助七番勝負〜徳川風雲録外伝〜
- 月影兵庫あばれ旅
- 付き馬屋おえん事件帳
- あばれ医者嵐山
- 編笠十兵衛
- カッ飛び!ヤンヤン姫
- 風雲!江戸の夜明け
- 夫婦ねずみ今夜が勝負!
- 徳川無頼帳
- 水曜21時枠の連続時代劇
  - 斬り捨て御免!
  - お命頂戴!
  - 柳生新陰流
  - 眠狂四郎円月殺法
  - 眠狂四郎無頼控
- 金曜20時枠の連続時代劇
  - 逃亡者 おりん（セガサミーホールディングス一社提供）
    - 逃亡者 おりん2

  - よろずや平四郎活人剣（藤沢周平原作）
  - 刺客請負人
  - お江戸吉原事件帖
  - 幻十郎必殺剣
  - 密命 寒月霞斬り
  - 石川五右衛門
- 金曜21時枠の連続時代劇
  - 隠密・奥の細道
  - 風雲!真田幸村
  - あばれ八州御用旅
  - 江戸中町奉行所
  - 喧嘩屋右近
  - お助け同心が行く!
- 鞍馬天狗
- 女無宿人 半身のお紺
- 幕府お耳役檜十三郎
- おらんだ左近秘剣帳

#### 東京12チャンネル時代（時代劇）
- 燃えよ剣 - 改名後の1990年にもリメイク版が放送された。
- 女殺し屋 花笠お竜
- 日本怪談劇場
- 絵島生島
- 蛇姫様
- 紫頭巾→紫頭巾事件帖
- おんな組アクション控
- 旅人異三郎
- 水曜21時枠の連続時代劇
  - 新 木枯し紋次郎
  - 柳生十兵衛
  - 疾風同心
    - 八丁堀暴れ軍団

  - 日本名作怪談劇場
  - そば屋梅吉捕物帳
  - 悪党狩り

## 映画
- 午後のロードショー（月 - 金 13:40 - 15:40）
- サタ☆シネ（日 2:45 - 4:35）
- こども映画館
- バリ・シネ
- 2時のロードショー
- シネマサロン
- シネマタウン
- シネ・ラ・バンバ
- ミッドナイトシネマ
- ご存知娯楽時代劇
- 特選・日本映画
- 火曜映画劇場
- 火曜ロードショー（BSテレ東でも内容は異なるが、同タイトルの番組を放送していた事があった。）
- 水曜ファミリー劇場
- 水曜シアター9
- 木曜洋画劇場
- 土曜邦画劇場
- サンデーロードショー
- シネ通! - 映画情報番組

## アニメ
「Category:テレビ東京系アニメ」、「テレビ東京系アニメ」、Category:テレビ東京系アニメの放送枠もあわせて参照。テレビ東京系列外局制作作品は系列外番組の節を参照。

### 現在放送中のアニメ番組
（特撮番組（→#特撮）やアニメ情報番組、子ども向け番組内のショートアニメは含まない、曜日順）
- 闇芝居（第15期）（月 2:50 - 2:55）
- SAKAMOTO DAYS（第2クール） (火 0:00 - 0:30)
- おそ松さん（第4期）（水 0:00 - 0:30）
- 転生したら第七王子だったので、気ままに魔術を極めます（第2期）（木 0:00 - 0:30）
- パウ・パトロール（金 17:55 - 18:25）
- BAYBLADE X（金 18:25 - 18:55）
- ポケットモンスター（金 18:55 - 19:25）
- えぶりでいホスト（土 1:13 - 1:23）
- 遊☆戯☆王デュエルモンスターズGX 20th Remaster（土 1:23 - 1:53）
- イニミニマニモ（土 7:00 - 7:30、テレビ東京系列土曜朝のアニメ・子供向け番組ゾーン）
  - しゅつどう!パジャマスク
  - かいじゅうせかいせいふく
  - SHIBUYA♡HACHI（第3期）
  - ミニミニminini
  - かんたん工作 チョキラーペタラー
- ニンジャラ（土 7:30 - 8:00）
- カードファイト!! ヴァンガード Divinez（デラックス決勝編）（土 8:00 - 8:30）
- しまじろうのわお!（土 8:30 - 9:00） - テレビせとうち制作
- ギャビーのドールハウス（土 9:30 - 9:45）
- ぷにるんず ぷに3（土 9:45 - 10:00）
- 怪獣8号（第2期）（土 23:00 - 23:30）
- ブルーイ（日 7:00 - 7:15、テレビ東京系列日曜朝のアニメ・子供向け番組ゾーン）
- 最強王図鑑 ～The Ultimate Tournament～（日 7:15 - 7:30）
- プリンセッション・オーケストラ（日 9:00 - 9:30）
- ひみつのアイプリ リング編（日 9:30 - 10:00）
- ぷにるはかわいいスライム（第2期）（日 17:30 - 18:00）
- パズドラ（日 18:00 - 18:30）
- ホテル・インヒューマンズ（日 23:45 - 翌0:15）

### アニメ放送枠
- テレビ東京平日朝アニメ枠
- アニメ530（現在は不使用）
- テレビ東京平日夕方6時枠のアニメ（現在の17:55枠を含む）
  - プリスクタイム（過去）
- テレビ東京平日夕方6時30分枠のアニメ（現在の18:25枠を含む）
- テレビ東京系列平日夜7時台枠のアニメ（現在の18:55 - 19:55）
  - アニメ缶（過去）
- テレビ東京系列土曜朝のアニメ・子供向け番組ゾーン（現在は7:00 - 10:30）
  - テレビ愛知制作土曜朝8時枠のアニメ
  - レゴタイム（過去）
- テレビ東京系列日曜朝のアニメ・子供向け番組ゾーン（現在は7:00 - 10:30）
  - ディズニー・サンデー（過去）
  - テレビ東京系列日曜朝8時30分枠のアニメ
  - テレビ大阪制作日曜朝9時30分枠のアニメ（過去）
  - ヘーベルハウス劇場（過去）
- テレビ東京系列日曜夕方のアニメ枠（現在は17:30 - 18:30）
- テレビ東京の深夜アニメ枠

## 特撮

### 現在（特撮）
- ウルトラマンオメガ（土 9:00 - 9:30、ウルトラシリーズ）

### 過去（特撮）
シリーズ単位
- 超星神シリーズ
  - 超星神グランセイザー
  - 幻星神ジャスティライザー
  - 超星艦隊セイザーX
- ウルトラシリーズ
  - ウルトラQ dark fantasy
  - ウルトラギャラクシー大怪獣バトル - 本放送はBS11にて実施。
  - ウルトラマン列伝
  - ウルトラマンオーブ
    - ウルトラマンオーブ THE CHRONICL

  - ウルトラマンゼロ THE CHRONICLE
  - ウルトラマンジード
  - ウルトラマンR/B
  - ウルトラマン ニュージェネレーションクロニクル
  - ウルトラマンタイガ
  - ウルトラマン クロニクル ZERO&GEED
    - ウルトラマン クロニクルZ ヒーローズオデッセイ

  - ウルトラマンZ
  - ウルトラマントリガー NEW GENERATION TIGA
  - ウルトラマン クロニクルD
  - ウルトラマンデッカー
  - ウルトラマン ニュージェネレーション スターズ
  - ウルトラマンブレーザー
- ガールズ×戦士シリーズ
  - アイドル×戦士 ミラクルちゅーんず!
  - 魔法×戦士 マジマジョピュアーズ!
  - ひみつ×戦士 ファントミラージュ!
  - ポリス×戦士 ラブパトリーナ!
  - ビッ友×戦士 キラメキパワーズ!
- トミカヒーローシリーズ（テレビ愛知）
  - トミカヒーロー レスキューフォース
  - トミカヒーロー レスキューファイアー

1974年
- ミラーファイト

1976年
- バトルホーク
- 忍者キャプター
- ぐるぐるメダマン

1977年
- 快傑ズバット
- 恐竜大戦争アイゼンボーグ - 特撮とアニメの複合番組。

1978年
- スパイダーマン
- 恐竜戦隊コセイドン
- UFO大戦争 戦え! レッドタイガー

1979年
- 科学冒険隊タンサー5

1980年
- ぼくら野球探偵団

1990年
- 参上! 天空剣士

1996年
- 超光戦士シャンゼリオン
- 七星闘神ガイファード

1998年
- 仮面天使ロゼッタ

1999年
- ボイスラッガー
- ブースカ! ブースカ!!

2005年
- 牙狼-GARO-

2006年
- 魔弾戦記リュウケンドー（テレビ愛知）
- ライオン丸G

2007年
- 美少女戦麗舞パンシャーヌ 奥様はスーパーヒロイン!
- MAGISTER NEGI MAGI 魔法先生ネギま!
- キューティーハニー THE LIVE

2008年
- ケータイ捜査官7

2009年
2010年
- 大魔神カノン

2011年
- ハイパーヨーヨーシリーズ
- 牙狼-GARO- 〜MAKAISENKI〜

2013年
- 牙狼-GARO- 〜闇を照らす者〜
- 衝撃ゴウライガン!!

2014年
- 牙狼-GARO- -魔戒ノ花-
- 甲殻不動戦記 ロボサン

2015年
- 牙狼-GARO- -GOLDSTORM- 翔

2016年
- 牙狼-GARO- -魔戒烈伝-

2017年
- 絶狼-ZERO- -DRAGON BLOOD-
- コードネームミラージュ

2018年
- 御茶ノ水ロック

2022年
- リズスタ -Top of Artists!-

## 子供向け番組

### 現在（子供向け番組）
- おはスタ（月 - 金 7:05 - 7:30）
- シナぷしゅ（月 - 金 7:30 - 8:00）
- ポケモンとどこいく!?（日 7:30 - 8:30）
- トミプラワールド のりのりタイムズ!!（日 8:30 - 9:00）

### 過去（子供向け番組）
- おはようスタジオ
- 楽しいのりもの百科
- フィニアスとファーブ
- タミヤRCカーグランプリ
- 夢のコドモニヨン王国
- ゲーム情報番組
  - ファミっ子大作戦
    - ファミっ子大集合
    - Theゲームパワー
    - ゲーム王国
    - ゲームEX

  - 高橋名人の面白ランド
    - さきどり!PC遊び塾
    - 冒険!テレビ遊び塾
    - 大竹まことのただいまPCランド
    - 聖PCハイスクール
    - そのまんま東のバーチャル情報局
    - そのまんま東のバーチャルZ

  - 任天堂一社提供番組 （→任天堂）
    - スーパーマリオクラブ
    - スーパーマリオスタジアム
    - 64マリオスタジアム
    - マリオスクール
    - マジック王国
    - Mr.マリック魔法の時間

  - ポケットモンスター関連
    - 週刊ポケモン放送局
    - ポケモン☆サンデー
    - ポケモンスマッシュ!
    - ポケモンゲット☆TV
    - ポケモンの家あつまる?

  - ヴァンガードTV
    - ヴァンガ道 - テレビ愛知制作
- おはスタ関連
  - （秘）おはスタ増刊号
  - おはコロシアム
- ウルトラ怪獣大百科
- ウルトラ怪獣大図鑑
- ウルトラマンM715
- ギャグコロスタジオ
- サンリオ関連
  - 大好き!ハローキティ
  - あそぼう!ハローキティ
  - ハローキティとバッドばつ丸
  - キティズパラダイス
- テレタビーズ - 日本国外では放送中（2021年3月8日現在）
- セサミストリート - 日本国外では放送中（同上）
- アニメロビー
- Disney Time
- のりスタ!
  - きかんしゃトーマス
- ピラメキーノ
  - ピラメキーノG
  - ピラメキーノ640
- さかさまTV
- 進め!やんチャレンジ
- ピカっと解決 ピカちんハンター
- アイカツプラネット!（アニメと実写シーンをあわせた作品）
- きんだーてれび

## 単発番組

### 現在
- 今年も生だよ芸人集合 笑いっぱなし伝説（毎年正月）
- 隅田川花火大会（毎年7月）[* 2]
- 名曲ベストヒット歌謡
- 新春!お笑い名人寄席
- ほんとうにあった（秘）ミステリー
- やりすぎ都市伝説
  - やりすぎコージー（上記のスピンオフ元）
- 緊急SOS!池の水ぜんぶ抜く大作戦
- 視聴者様に飼われたい!
- パパパパラビ!（TBSテレビとの共同制作）
- 主治医が見つかる診療所
- ものまねランキング
- 秋山ロケの地図

### 過去
- わたしの東京・世界の東京
- プロ野球オールスター大運動会
- プロ野球夢のオールスタークイズ日本一
- ハゲタカウォーズ
- オンナのじかんですよ
- おはよう、たけしですみません。
- 仰天パニックシアター
- 出川哲朗のリアルガチ
- 所さんの楽しいゴルフ
- 日本歌謡大賞（1973 - 1993、各局持ち回り）
- メガロポリス歌謡祭（1982 - 1993、毎年6月）
- ふれあい記念日（1989年5月5日に12時間放送）
- Super Dream Live（1998年10月から2001年12月まで計8回放送）
- 日本のタクシー大冒険（2000年11月23日放送）
  - 日本のタクシー大冒険2（2004年7月に開局40周年記念番組として放送）
- 内村のツボる動画

## スペシャル番組

### 現在（スペシャル番組）
- 火曜エンタ（火 18:25 - 19:54）
- 金曜エンタ（金 19:25 - 19:55）
  - デカ盛りハンター
- 土曜イベントアワー（昼の再放送枠）
- 日曜ビッグバラエティ（日 18:30 - 20:50）

### 過去（スペシャル番組）
- 12時間超ワイドテレビ（1987年から1989年のこどもの日（5月5日）に放送された大型特番）
- 月曜スペシャル
- 月曜爆笑スペシャル
- スペシャル90
- 月曜テレビジョン
- 月曜エンタぁテイメント（2004年10月18日 - 2006年3月6日）
- 月曜プレミア!
- 月曜プレミア8
- 火曜ゴールデンワイド
- 火曜イチバン!
- 火曜セブン（2009年1月20日 - 3月3日）
- 火曜エンタテイメント!
- 水曜大特バン
- 水曜エンタ
- 金曜スペシャル（1970年7月10日 - 1984年9月28日）
- 土曜特番
- 土曜プレゼント
- 日曜ビッグスペシャル（1976年7月4日 - 2002年3月31日）

など。

## その他の番組
- プラハの夢
- テレビ囲碁対局
- テレビ将棋対局
- 日曜囲碁対局
- スーパー早碁
- 早指し将棋選手権
- 私がつくった番組 マイテレビジョン
- 勝ち抜き腕相撲
- もんもんドラエティ
- マジック世界No.1
- 未来MODEL
- 宣太郎
- 週刊!テレビ五つ星
- ぐるはぴっ!
- こちら!リンリン相談室
- 紺野、今から踊るってよ
- フォーカード
- 巨大企業の日本改革3.0「生きづらいです2021」〜大きな会社と大きな会社とテレ東と〜

## 系列外番組
日本テレビ系
- お笑いマンガ道場（中京テレビ）[* 3]

独立系
- 比叡の光（KBS京都）[* 4]

TBS系
- 部長刑事 （朝日放送テレビ）
- フォーチュン・クエストL（毎日放送）[* 5]
- 東京リベンジャーズ（毎日放送）
- ワカコ酒シリーズ（中国放送）

テレビ朝日系
- 風雲児半次郎（毎日放送）
- いつでも君は（毎日放送）
- ヤングおー!おー!（毎日放送）[* 6]
- '75全米プロゴルフ（毎日放送）[* 7]
- 芸能わらいえて 目で見る百年史（毎日放送）
- 夜の大作戦（毎日放送）
- 夜の大行進（毎日放送）
- 歌謡曲だよ人生は（毎日放送）
- 仁鶴・たか子の夫婦往来（毎日放送）
- ガール・ガール・ガールズ（毎日放送）
- 花の駐在さん（朝日放送テレビ）

フジテレビ系
- ノックは無用! (関西テレビ)
- 花の新婚!カンピューター作戦（関西テレビ）

### 注記
1. ↑  BSテレ東との共同制作
2. ↑  2020年は大会中止に伴い、過去の映像を使用した特別編を放送[3]。
3. ↑  1980年3月末で打ち切りとなり、同年10月から日本テレビで放送再開。
4. ↑  2003年9月で打ち切り。関東地区では現在TOKYO MXで放送中。
5. ↑  毎日放送としては1989年の『小松左京アニメ劇場』以来の自社制作深夜アニメ。同局では1997年10月より先行放映、テレビ東京では翌1998年6月より放送。この組み合わせは深夜アニメとしては『東京リベンジャーズ』が放送されるまでは唯一の作品だった。
6. ↑  当初はNET（現・テレビ朝日）で放送され、1969年10月から1975年3月まで東京12チャンネルで放送。同年4月6日からTBSテレビに移行。
7. ↑  1975年3月まで東京12チャンネルで放送。同年4月6日からTBSテレビに移行。

### テレビ東京関係
- TXNネットワーク
- テレビ大阪
  - テレビ大阪番組一覧
- テレビ愛知
- テレビせとうち
- テレビ北海道
- TVQ九州放送
- BSテレビ東京（BSテレ東、旧・BSジャパン）
- 日経CNBC
- AT-X

### その他の関連項目
- 深夜アニメ一覧
- テレビ番組
- バラエティ番組
- お色気番組
- 日本お笑い史
- 吉本興業
- ジャニーズ事務所
- モーニング娘。